# Juhászlegény, szegény juhászlegény
A Juhászlegény, szegény juhászlegény Petőfi Sándor Alku c. versének első sora. A verset Szalkszentmártonban írta 1845. szeptember 25–26. között. Népdalként és cigánynótaként éneklik, a balladaszerűen tömör szöveget három versszakkal kiegészítve. A vers balladaként és lírai dalként számos változatban ismert a népművészetben. Népszerű pásztordalként Gömörben is. Zenéjét Egressy Béni szerezte. A dallam első felét Daróczi József már 1790 táján lejegyezte Erdélyben.

## Szövege, kottája és dallama
| Juhászlegény, szegény juhászlegény! Tele pénzzel ez a kövér erszény; Megveszem a szegénységet tőled, De rá'dásul add a szeretődet. „Ha ez a pénz volna csak foglaló, S még százennyi lenne borravaló, S id'adnák a világot rá'dásnak, Szeretőmet mégsem adnám másnak!” | { << \relative c' { \key a \minor \time 2/4 \tempo 4 = 48 % \set Staff.midiInstrument = "church organ" \transposition c' % Ju-haszlegeny, szegeny juhaszlegeny. d8 d d d e f g f e d4.\fermata \bar "\|\|" \break % Tele penzzel ez a kover erszeny. a'8 a a a b c d c b4 a4\fermata \bar "\|\|" \break % Megveszem a szegenyseget toled, d8 c bes a c c d a g4 f\fermata \bar "\|\|" \break % raadasul add a szeretodet. a8 gis a d,\fermata e f g f e4 d4 \bar "\|." } \addlyrics { \set stanza = #"1. " Ju -- hász -- le -- gény, sze -- gény ju -- hász -- le -- gény. \set stanza = #"1. " te -- le pénz -- zel ez a kö -- vér er -- szény, \set stanza = #"1. " meg -- ve -- szem a sze -- gény -- sé -- get tő -- led, \set stanza = #"1. " rá -- a -- dá -- sul add a sze -- re -- tő -- det. } \addlyrics { \set stanza = #"2. " Ha ez a pénz vol -- na csak fog -- la -- ló, \set stanza = #"2. " s_e -- zer -- any -- nyi meg a bor -- ra -- va -- ló, \set stanza = #"2. " s_a -- vi -- lá -- got ad -- nák rá -- a -- dás -- nak, \set stanza = #"2. " sze -- re -- tő -- met még -- sem ad -- nám más -- nak. } >> } |

## Felvételek
- Balkan Studio (YouTube)
- Cselényi József pásztortánc (YouTube)
- Dandás Gyula tárogató, 0'0''–2'05'' (DailyMotion)
- Solymosi Szilveszter (YouTube)